# 小泉由兵衛
小泉 由兵衛（こいずみ よしべえ、生没年不詳）は、日本のとび職人、請負師。神奈川県平民。
小泉又次郎（政治家、元逓信大臣）の父。小泉芳江（小泉純也〈政治家、元防衛庁官〉の妻）の祖父。小泉純一郎（政治家、元内閣総理大臣）の曾祖父。小泉孝太郎（俳優・タレント）と、小泉進次郎（政治家、元環境大臣）の高祖父。

## 経歴
武蔵国久良岐郡六浦荘村（現在の神奈川県横浜市金沢区）の代々のとび職だったが、のちに横須賀に進出して、海軍に労働者を送り込む軍港随一の請負師になった。
1884年（明治17年）に海軍鎮守府が置かれた横須賀は、日清戦争（1894～1895年）から日露戦争（1904～1905年）にかけて軍港として急速に発展したが、ここでも、軍艦に砲弾や燃料の石炭、食糧などを積み込む仲仕の組織が発達し、これを仕切る仲仕請負からやくざ組織が生まれていった。当時、横須賀でこの仲仕の仕切りでしのぎを削ったのが、博徒の目兼組と鳶の小泉組であった。この縄張り争いは、近世以来の古い型の博徒である目兼組を抑えて、新興の小泉組が制していく。そして、この小泉組を率いていた鳶の親方・由兵衛が跡目を継がせた息子の又次郎がこの帰趨（きすう）を決定的にし、小泉組は軍港のやくざとして一大組織を築くことになった。
又次郎は家業を嫌って家出をした。由兵衛は連戻された又次郎を怒鳴りつけて、｢此（こ）の寧馨児（ねいけいじ）、よくも出奔（しゅっぽん）する。お前は長男だから何としても家を相続せねばならないのだ。今日限り魂を入れ替えて家業を継げ！｣と厳命した。
1887年（明治20年）、又次郎は立憲改進党に入党した。由兵衛は「こうなっては仕方がないが、とうとう倅（）一人を台無しにした」と嘆（なげ）いたという。当時の又次郎は特に立憲改進党へのこだわりはなくシンパというわけでもなかった。たまたま由兵衛と親しかった戸井嘉作の誘いを受けての入党だった。

## 家族

### 小泉家
（神奈川県久良岐郡六浦荘村（現：横浜市金沢区）、横須賀市）
- 妻：徳[1]（神奈川県平民、岡崎文五郎の二女[1]）
- 息子
  - 又次郎（徳との二男、神奈川県平民[1]、とび職人、小学校助教員、新聞記者、政治家、逓信大臣）
  - 金三
  - 岩吉（徳との三男、神奈川県多額納税者[7]、土木建築請負業[7]） - 小泉組を継いだ。兄・又次郎同様、背中にみごとな入れ墨を入れた岩吉は、又次郎の度重なる無心にもいやな顔ひとつ見せず、必要な金を必ず用立てたという[8]。